# Impronta digitale

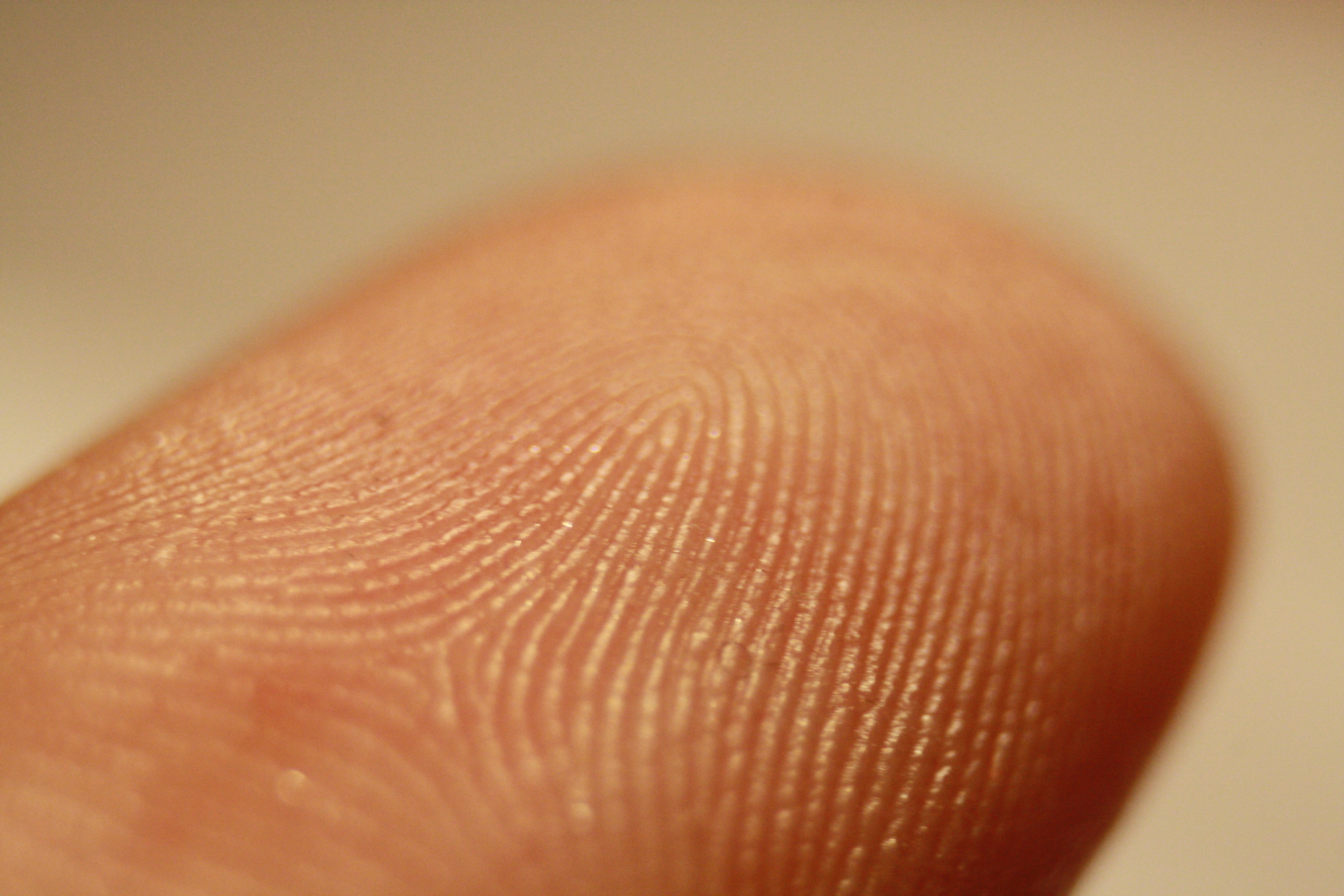
Creste e valli visibili sul dito indice di una mano maschile.

Un'impronta digitale è una traccia lasciata dai dermatoglifi dell'ultima falange delle dita delle mani.
Un dermatoglifo è invece il risultato dell'alternarsi di creste e solchi. Dermatoglifi sono presenti sulle palme delle mani, sulle piante dei piedi e sui polpastrelli delle dita. Le creste variano in ampiezza da 100 ai 300 micron, mentre il periodo cresta-solco corrisponde all'incirca a 500 micron. La condizione di assenza di impronte digitali, note anche come orme digitali, in medicina prende il nome di adermatoglifia.
Esse sono utilizzate da molto tempo ed estensivamente per l'identificazione degli esseri umani in generale, e per poterne inoltre rilevare la presenza su oggetti collegati a eventi criminosi anche se non si hanno certezze della loro unicità.

## Storia
Per quanto riguarda i primordi della storia delle impronte digitali, sono state trovate tavolette babilonesi risalenti al 500 a.C. (e quasi contemporaneamente anche in Cina) riguardanti transazioni commerciali e recanti impronte impresse sulla loro superficie, probabilmente utilizzate come una specie di firma personale o di sigillo del documento. 

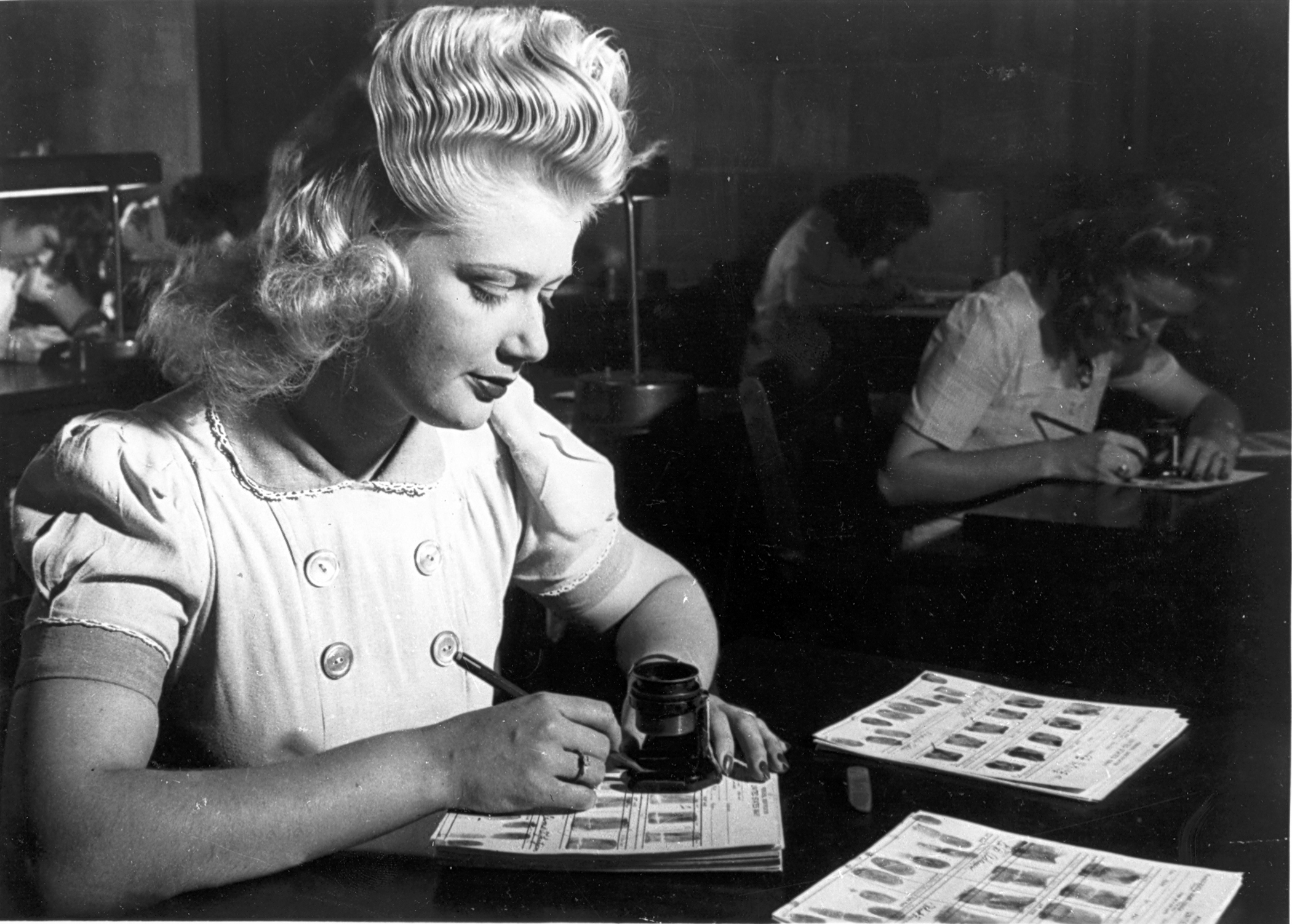
Esperti dell'FBI analizzano le impronte digitali per l'identificazione delle persone

Lo studio vero e proprio delle impronte digitali, che va sotto il nome di dattiloscopia, risale ad un passato molto più recente, ma comunque sempre abbastanza lontano dai nostri giorni: le moderne tecniche si sono evolute da studi compiuti per la prima volta alla fine del XVII secolo d.C.
In questo senso, uno dei primi documenti scientifici riguardante le creste cutanee è stato il De externo tactus organo anatomica observatio, redatto nel 1665 dallo scienziato Marcello Malpighi, seguito nel 1684 dal botanico e fisico inglese Nehemiah Grew che si occupò di uno studio sulla struttura delle creste e dei pori.
Successivamente, nel 1788, J. C. A. Mayer individuò e descrisse alcune caratteristiche ricorrenti delle impronte papillari, affermando anche la loro unicità da individuo a individuo.
La prima classificazione delle impronte in nove categorie, basate sulla struttura generale delle creste, viene ideata nel 1823 con Jan Evangelista Purkyně, professore di anatomia all'Università di Breslavia.

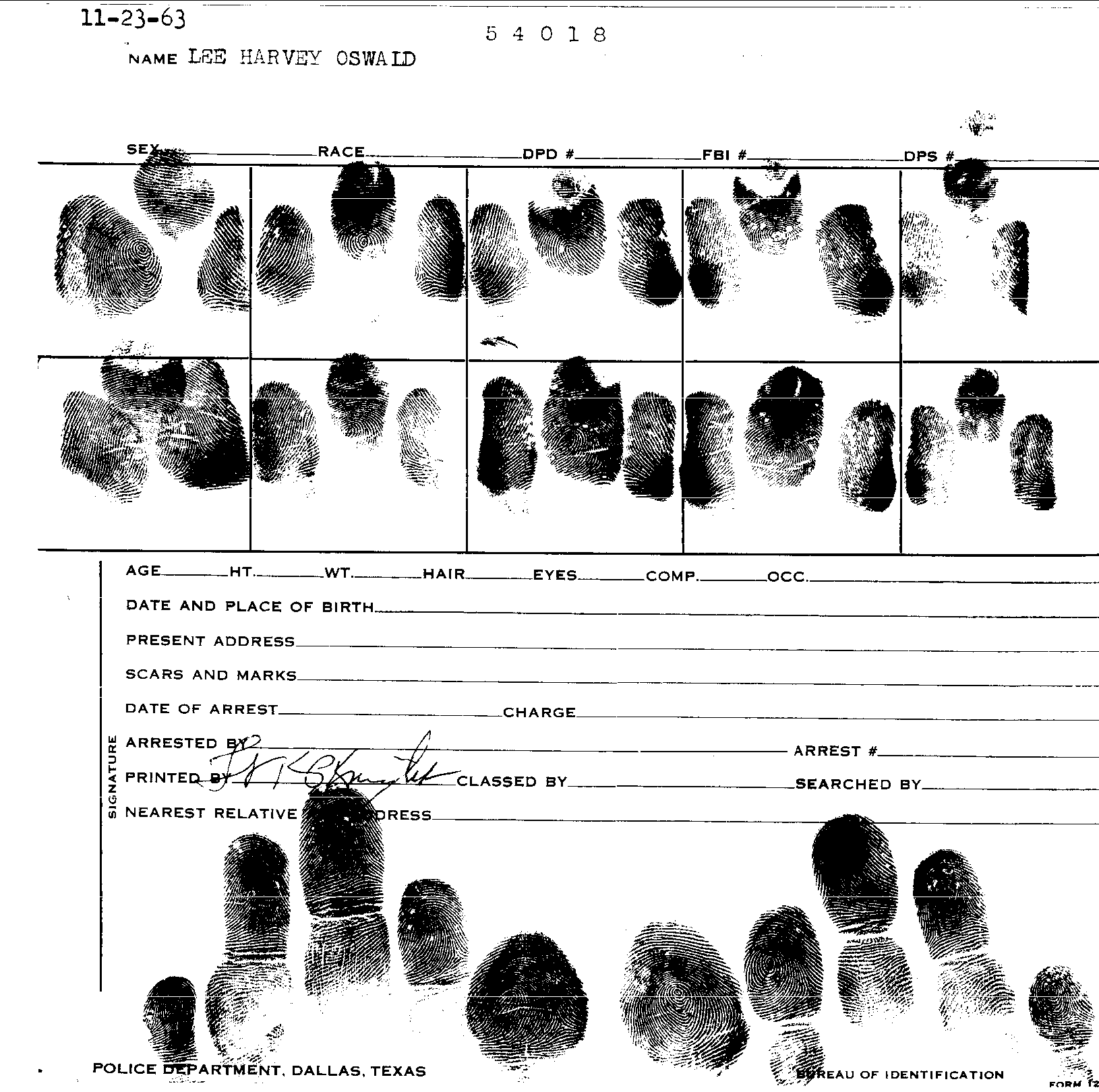
Impronte di Lee Harvey Oswald, prese al Dallas Police Department, Bureau of Identification nel 1963.

Nel 1880, lo scozzese Henry Faulds, medico e missionario in Giappone, in un articolo pubblicato sulla rivista scientifica Nature, suggerì l'individualità delle impronte digitali e un loro possibile utilizzo nell'identificazione dei criminali. 
Quasi contemporaneamente, William James Herschel annunciò di averle già utilizzate per diversi anni in India a fini amministrativi, dimostrando così la praticabilità dell'idea. Si ritiene, però, che la prima identificazione certa di un criminale mediante l'esame delle impronte digitali sia stata effettuata nel 1892 in Argentina: la ventisettenne Francisca Rojas aveva ucciso i suoi due figlioletti e si era poi ferita alla gola per fare ricadere la colpa su un presunto aggressore esterno, ma venne scoperta grazie a una sua impronta insanguinata.
Le ultime due importanti scoperte in questo campo furono apportate da Sir Francis Galton, che introdusse la struttura di minuzia nel 1888, e Sir Edward Henry, che nel 1899 realizzò un sistema di classificazione delle impronte in grado di semplificare molto il processo di identificazione, visto che al tempo era chiaramente ancora realizzato manualmente da esperti del settore. In particolare, Sir Edward Henry in India nei primi anni del ventesimo secolo espanse il lavoro di Galton arrivando a definire cinque classi di base.
Si può quindi ritenere che già nei primi anni del ventesimo secolo, la formazione e i principi generali alla base delle impronte digitali e della loro verifica fossero già ben compresi a tal punto da consentire un loro primo utilizzo, come difatti avvenne, nei tribunali di giustizia di diversi stati.
A partire dagli anni 2000, sono divenute uno standard facilmente falsificabile, in modo particolare quando i dati biometrici non sono segregati e salvati nel cellulare con un adeguato metodo di cifratura. La falsificazione risultava possibile anche con le impronte tradizionali e con tecniche di falsificazione non digitali applicate alle nuove impronte elettroniche.
Dal 2010 il Fingerprint Liveness Detection Competition è una competizione internazionale che si è occupa di elevare gli scarsi margini di sicurezza di questa potenziale tecnologia. Nel 2015, il blog specialistico Hackaday dichiarava che i codici numerici erano più sicuri e affidabili delle impronte (es. codici generati mediante token).
Al Mobile World Congress 2016, lo scanner delle impronte di digitali di un iPhone Touch fu violato con una copia ricalcata nel pongo. Due anni più tardi, la stessa azienda cinese che aveva prodotto il primo scanner commerciale, comunicò il lancio dei primi scanner di impronte in cui il dato biometrico veniva fisicamente salvato (embedded) all'interno degli schermi OLED dei cellulari. DeepMasterPrint è l'applicazione lanciata a novembre del 2018, che dimostra la possibilità di generare impronte digitali false a partire da un campione significativo di impronte reali tramite l'impiego dell'intelligenza artificiale (una rete di confronto generativo), sfruttando il fatto che la maggior parte degli scanner commerciali acquisisce soltanto una parte dell'impronta e che statisticamente le impronte presentano dei tratti somatici comuni.
Al contrario delle password che devono essere periodicamente modificate, i dati biometrici sono permanenti e non modificabili dai singoli, motivo per il quale una loro acquisizione crea un danno esiziale protratto nei decenni, al quale è difficile porre rimedio.

## Caratteristiche
L'identificazione attraverso l'utilizzo delle impronte digitali è basata su due basilari premesse: l'"immutabilità", secondo la quale le caratteristiche delle impronte non cambiano attraverso il tempo, e individualità, la quale afferma che l'impronta è unica da individuo a individuo.

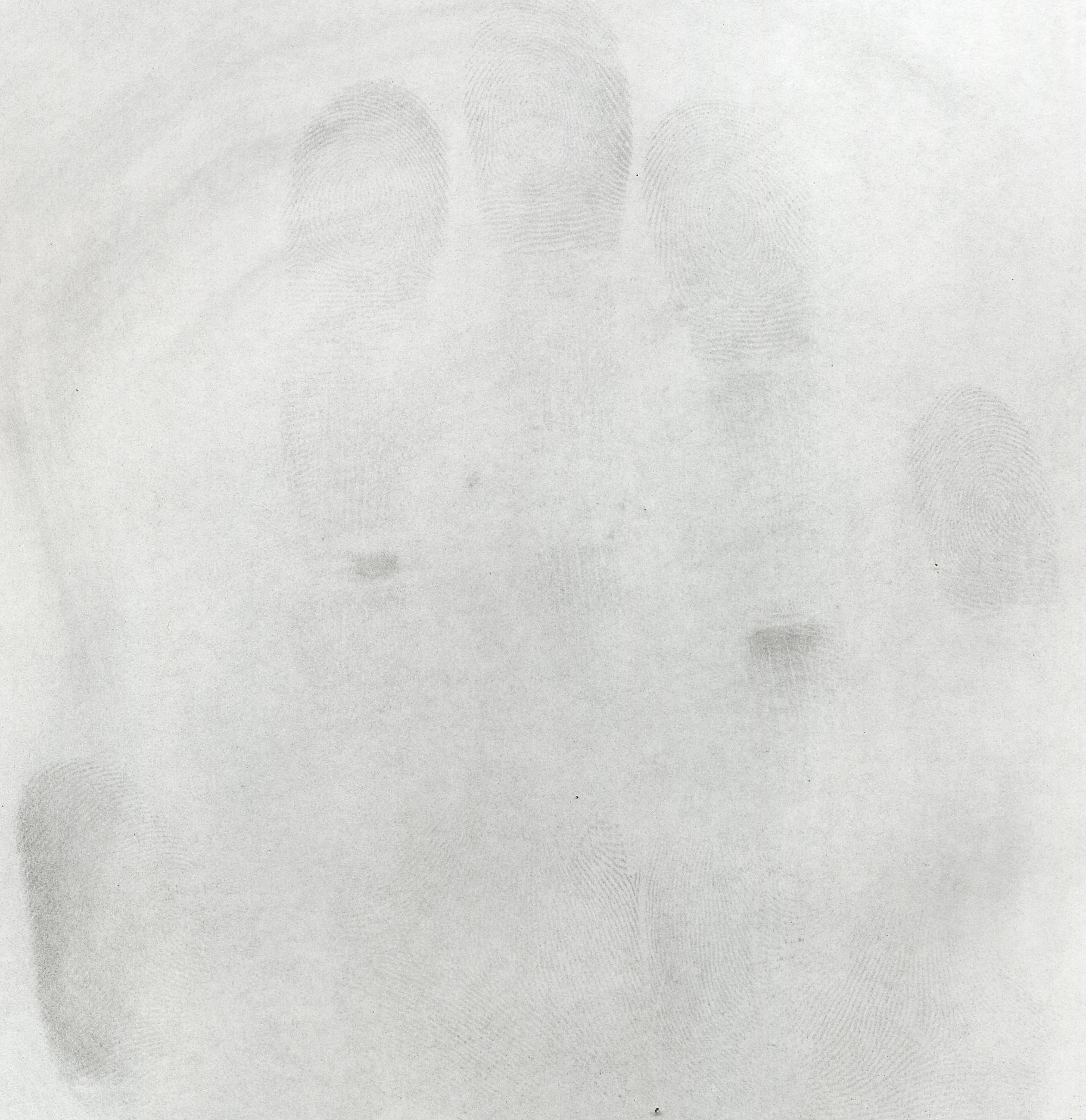
Un'impronta rilevata con la polvere di alcuni metalli

### Immutabilità
Le impronte si formano definitivamente nel feto all'ottavo mese di gravidanza e non cambiano per tutta la vita. In caso di graffi o tagli, la pelle dei polpastrelli ricresce con le stesse caratteristiche. Modificarle chirurgicamente è quasi impossibile: un medico riconoscerebbe a occhio nudo che la cresta originaria è stata sostituita da una cicatrice.
Per trattare brevemente l'aspetto dal punto di vista biologico, la pelle è costruita da tre tipi di tessuto: epidermide e derma, che insieme formano la cute, e l'ipoderma, che si trova più in profondità. Mentre l'epidermide costituisce lo strato più superficiale, il derma si trova immediatamente sotto a questa e quindi ha con lei intimi rapporti, perché la sostiene, la nutre e offre sede alle appendici epidermiche (le ghiandole e i peli).
L'epidermide e il derma sono uniti tramite le papille dermiche, cioè dei prolungamenti conici di tessuto connettivo che dal derma si estendono a compenetrare l'epidermide.

Il disegno superficiale della cute è in rapporto al variare della disposizione e dello spessore delle fibre connettive del derma e questo dà origine a una precisa disposizione papillare. 

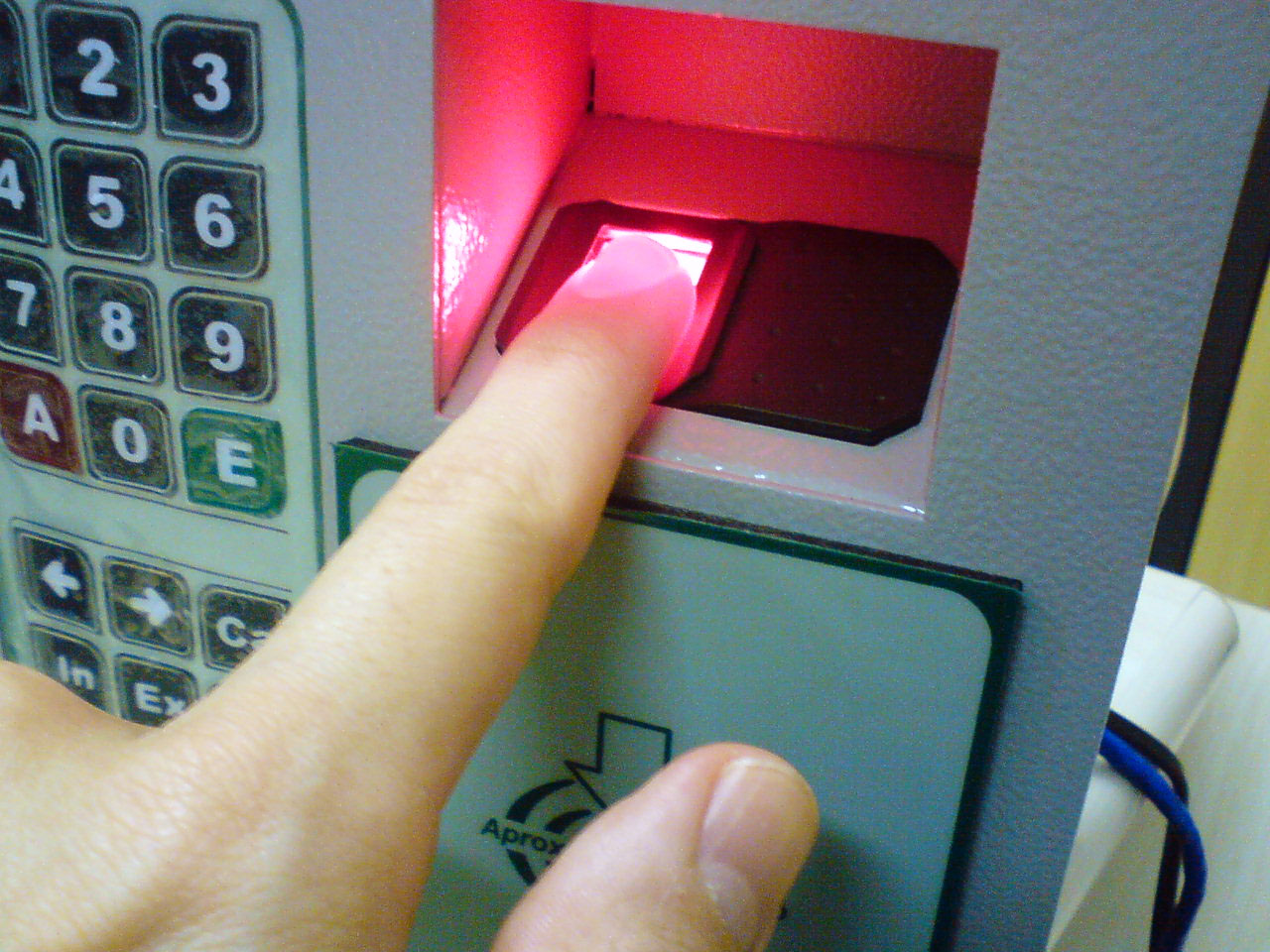
Un moderno scanner per l'identificazione delle impronte digitali, in uso al Governo brasiliano

Questo disegno è appunto così tipico che è utilizzabile per l'identificazione di un individuo e, a meno di traumi o di interventi, la prima caratteristica di persistenza è assicurata quindi dalla ricrescita dello strato di pelle morta con le stesse esatte caratteristiche.
Le impronte digitali fanno parte, insieme all'aspetto fisico, del fenotipo di un individuo, che si ritiene sia univocamente determinato dalla combinazione di uno specifico genotipo con uno specifico ambiente. La loro formazione è quindi simile a quella dei vasi sanguigni nell'angiogenesi; le caratteristiche generali cominciano a emergere con la definizione della pelle sui polpastrelli, ma allo stesso tempo la posizione del feto nell'utero e i flussi del liquido amniotico cambiano durante questo processo di formazione rendendolo unico. Questo micro ambiente varia da mano a mano e da dito a dito: esistono quindi molti fattori che variano durante tale sviluppo, anche se esiste un patrimonio genetico che in principio lo ha fortemente influenzato.

### Individualità
Per quanto riguarda quindi la seconda premessa, l'individualità, essa viene ritenuta essere vera sulla base di risultati empirici, ma non ne è stata scientificamente dimostrata la validità assoluta. L'unicità di un'impronta digitale è un'ipotesi di lavoro che in senso matematico è difficile, se non impossibile, da provare. La dimostrazione opposta è sicuramente più facile da ottenere in teoria, trovando nella pratica due impronte identiche di due dita diverse. L'uguaglianza di due impronte appartenenti a due persone diverse, dalla loro scoperta ad oggi non è stata mai provata.

## Il rilevamento delle impronte

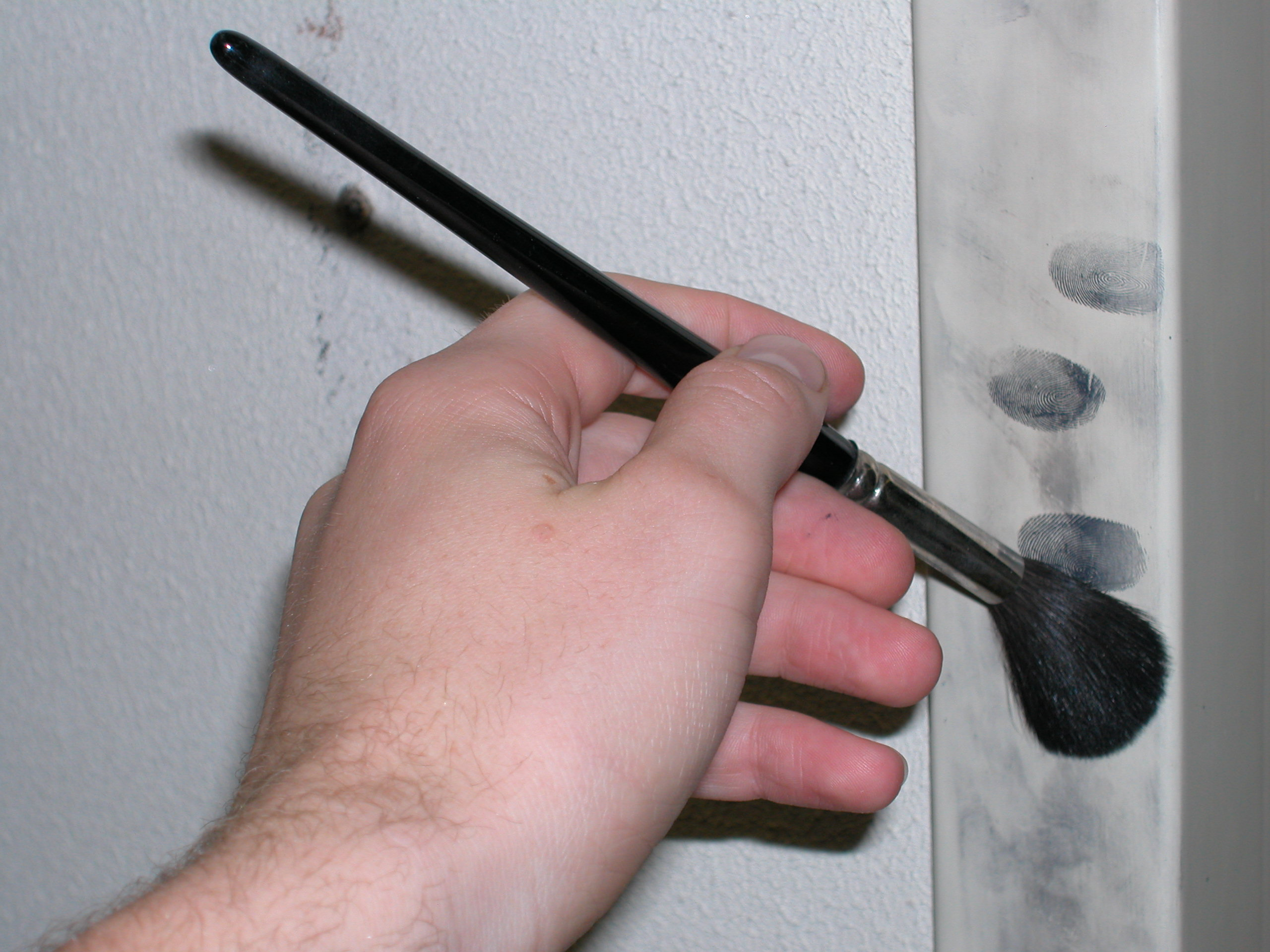
Rilevamento delle impronte

spesso, il rilevamento delle impronte è un'operazione comunemente effettuata nel corso di indagini di polizia. Può avvenire in modo diretto, su individui in stato di fermo, ai quali si fanno imprimere su carta le impronte dei polpastrelli macchiati di inchiostro; oppure in modo indiretto, attraverso particolari procedure che permettono di rendere visibili le impronte presenti, ad esempio, nel luogo in cui è stato commesso un crimine.
In questo caso, una delle più usate procedure consiste nell'applicare sulle superfici dure e non assorbenti una polvere a base di alluminio, di carbone o di sostanze fluorescenti, capace di aderire alle tracce di sebo eventualmente presenti e, quindi, di evidenziare le impronte. Per superfici porose o nel caso di tessuti, risultano più indicati trattamenti chimici a base di ninidrina e vapore di iodio.
Le impronte, fotografate in scala 1:1 e archiviate, possono essere confrontate con quelle di individui sospettati, in modo da poterne escludere o confermare un possibile coinvolgimento con il reato. Tale operazione si avvale di sistemi computerizzati AFIS che permettono l'archiviazione di un gran numero di dati e la rapida effettuazione dei confronti.

## Classificazione
A livello globale, lo schema di creste-valli esibisce una o più regioni caratterizzate da una forma particolare; esse vengono definite "regioni singolari". La presenza di tali regioni determina la classificazione dell'intera impronta in una delle cinque classi definite da Sir Edward Henry. 

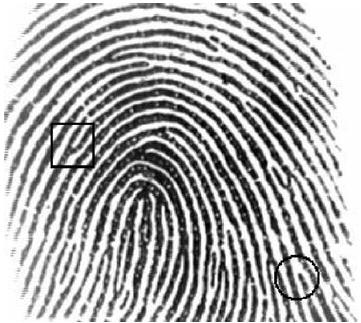
Esempio di minuzie di tipo biforcazione (nel quadrato) e terminazione (nel cerchio)

Già agli albori della loro utilizzazione infatti, appariva necessario un sistema di suddivisione delle impronte in classi per rendere più veloce il processo di comparazione. Tali classi sono chiamate Right Loop (che è rilevabile con una frequenza del 31,7%), Left Loop (33,8%), Arch (3,7%), Tented Arch (2,9%) e infine, Whorl (27,97%).
A livello locale invece, le discontinuità delle creste vengono chiamate minuzie, o "dettagli di Galton", in onore del primo studioso che ne approfondì lo studio e ne accertò la persistenza. Esse possono essere fatte corrispondere semplicisticamente alle terminazioni o alle biforcazioni delle creste (vedi l'esempio in Figura, dove il cerchio evidenzia una terminazione e il quadrato, una biforcazione), anche se in dettaglio la loro forma può essere descritta in modo più preciso: esistono ad esempio minuzie a forma di punto, uncino e biforcazione multipla.

### Tipi di impronte
L'impronta è costituita non solo da linee ma anche dalla figura che esse creano, e non ne esistono così tante come si potrebbe supporre. Ce ne sono circa sette tipi diversi:
- Arco: Le linee vanno come le onde da un lato all'altro;
- Arco a tenda: Come l'arco ma con un bastone crescente nel mezzo;
- Cappio: Le linee partono da un lato e rientrano nel mezzo dello stesso lato;
- Doppio cappio: Come il cappio ma con due cappi interni che vanno in direzioni opposte;
- Occhio di Pavone: Come il cappio ma con un piccolo cerchio nel punto di svolta;
- Spirale: Le linee formano una spirale;
- Misto: Composto con varie figure.

## Trattamento dei dati biometrici
L'articolo 4, punto 14, del Regolamento Generale sulla protezione dei dati definisce «dati biometrici» i dati personali ottenuti da un trattamento tecnico specifico relativi alle caratteristiche fisiche, fisiologiche o comportamentali di una persona fisica che ne consentono o confermano l'identificazione univoca, quali l'immagine facciale o i dati dattiloscopici. L'articolo 9, comma 1, del Regolamento stabilisce che, di norma, è vietato trattare dati biometrici intesi a identificare in modo univoco una persona fisica.